# Treiber Károly
Treiber Károly (Kolontár, 1890. március 20. – Ajka, 1969. december 29.) bányász.

## Élete
Szülei, Treiber János és Sikos Zsófia cselédek voltak, így Treiber korán dolgozni kényszerült, előbb segédmunkás volt az Ajkai Üveggyárban, később pedig lóvezető csillés, majd vájár a szénbányában. Az első világháború idején 1915-ben bevonult, 1917-ben ő vezette a bányászok bérköveteléseit. A Magyarországi Tanácsköztársaság idején az ajkai munkástanács elnöke volt, továbbá a termelést is irányította, mint teljhatalmú megbízott, népbiztos. A kommün összeomlása után négy éven át befalazva élt egyik testvére bódéi lakásában, 1923-ban átmenekítették egy somlói pincébe, ahonnan a szociáldemokrata párt közreműködésével a fővárosba, majd Bécsbe ment. 1931-ben tért vissza Magyarországra, ám már Sopron városában lefogták, majd elítélték. Kiszabadulását követően felügyelet alá került, csupán alkalmi munkákból volt képes fenntartani magát. A második világháború után az ajkai bányák felügyeletét irányította. 1947. május 26-án Tósokberénden házasságot kötött Farkas Katalinnal, Farkas János és Koncz Ilona lányával.